# Abfahren (Verfahrenstechnik)
Als Abfahren wird in der Verfahrenstechnik die Überführung einer Anlage aus dem stationären Fahrbetrieb in den Stillstand bezeichnet.

## Hintergrund
Das Abfahren von Anlagen ist ein emissionsrelevanter Vorgang, der teilweise auch in Verordnungen geregelt wird. So sieht die Verordnung über die Verbrennung und die Mitverbrennung von Abfällen (17. BImSchV) spezifische Regelungen für das Abfahren von Müllverbrennungsanlagen vor. Üblicherweise ist der Abfahrvorgang im Vergleich zum Anfahren von untergeordneter Bedeutung.
Die Reisezeit einer Anlage endet mit deren Abfahren. Ebenso wie das Anfahren gehört das Abfahren zum bestimmungsgemäßen Betrieb. Beide Vorgänge gehören nicht zum Normal-, aber zum Regelbetrieb.
Auch die Überführung aus der Betriebsbereitschaft in die Revision oder in die Instandsetzung wird als Abfahren bezeichnet.